# Autographa yminus
Autographa yminus är en fjärilsart som beskrevs av Chou och Lu 1979. Autographa yminus ingår i släktet Autographa och familjen nattflyn. Inga underarter finns listade i Catalogue of Life.